# A1one
A1one (prononcer « alone », persan : تنها), pseudonyme de Karen Rashad, est un artiste plasticien d'origine iranienne, né en 1981 à Téhéran. Il est l'un des pionniers de la scène de l'art urbain dans le Moyen-Orient,,.

## Nom
« A1one » est un mixage du mot anglais alone (« seul ») et du nombre « 1 ».

## Biographie

Graffiti de A1one à Téhéran près de Shahrak Ekbatan

En 2003, A1one commence à peindre dans les rues de Téhéran et son voisinage.
À partir de 2006, il participe à différentes manifestations internationales de Street Art. Par exemple, en 2008, il est présent à la Visual Slang à New York aux États-Unis et à la 8e édition du festival Melbourne Stencil à Melbourne en Australie.
Le 26 juin 2010, il intervient sur le panneau de l'association Le M.U.R. au niveau du 107 de la rue Oberkampf, dans le 11e arrondissement de Paris.
En 2013, A1one expose dans l'appartement no 973, 7e étage de la tour Paris 13 (5, rue Fulton), lieu d'exposition éphémère visité par 30 000 personnes en 1 mois
,,,.
A1one a été arrêté à plusieurs reprises par la police iranienne pour ses œuvres éphémères dans les rues de Téhéran. Ainsi en 2012, A1one est détenu dans la prison d'Evin pendant dix jours à la section 209. Contraint à signer un accord l'obligeant à ne plus travailler dans la rue, A1one décide de quitter son pays. Depuis août 2012, il vit à Essen, en Allemagne, où il a obtenu le statut de réfugié politique.
En 2015, il participe à la biennale d'art urbain Völklinger Hütte,.

## Style

Graffiti de A1one mélangeant la calligraphie persane au Tag, Tour Paris 13, France

Graffiti de A1one inspiré de l'art aborigène, Tour Paris 13, France)

Les œuvres de A1one synthétisent la calligraphie persane et le Street Art occidental. Les thèmes de ses œuvres vont de la critique sociale européenne à l’art aborigène australien ou du graffiti hip-hop à la calligraphie arabe (aussi appelée « islam graffiti » ou « Calligraffiti (en) ». Ses outils sont divers : graffs, bombes, collages, pochoirs, stickers…

## Expositions

### Expositions personnelles
- 2005 : Alone / Pain Things, Seyhoun Art Gallery, Téhéran, Iran
- 2006 : October 1385, Mehrin Art Gallery, Téhéran, Iran
- 2007 : I am Not Political (private Solo show), Kolahstudio, Téhéran, Iran
- 2008 : Spray it to the nation, Mehrin Art gallery, Téhéran, Iran
- 2010 : Solo Show, Seyhoun Gallery, Téhéran, Iran
- 2010 : Affichage n° 75, le M.U.R., Paris, France
- 2010 : (29 juin au 3 juillet) Ishq (Amour), galerie Mathgoth, Paris, France
- 2014 : (29 avril au 10 mai) The First Sign, galerie Mathgoth, Paris, France

### Expositions collectives
- 2005 : Portrait and Expression, Behzad Art Gallery, Téhéran, Iran
- 2006 : Start Propaganda II Los Angeles, États-Unis
- 2007 : Process Invisible, Street Level Gallery, Portland, États-Unis
- 2007 : Resiste, La Condition Publique, Roubaix, France
- 2007 : Spray 2007, Mehrin Art Gallery, Téhéran, Iran
- 2008 : Iranian Contemporary Artists Expo, Molavi Organization Hall, Téhéran, Iran
- 2008 : Visual Slang, Henry Art Settlement, New-York, États-Unis
- 2008 : 400 ML, Paris, France, Paris, France, 28 octobre au 5 novembre 2008[17]
- 2008 : Melbourne Stencil Festival 08, Yarra Sculpture Gallery, Melbourne, Australie
- 2008 : Spray1387, Arete Gallery, Téhéran, Iran
- 2008 : 12 Inch Art, Winniepeg, Canada
- 2008 : Vinyl Killers, Portland, États-Unis
- 2009 : Visual Slang III, NewYork, États-Unis
- 2009 : Urban Art Agenda, Melbourne et Brisbane, Australie
- 2009 : Brot And Kunst, Famous when Dead Gallery, Melbourne, Australie
- 2009 : Group Show, Seyhoun Art gallery, Téhéran, Iran
- 2010 : Public Provocations, Carhartt Gallery - Weil am Rhein, Allemagne[18]
- 2011 : 40 ans de Graffiti, galerie Mathgoth, Paris, France
- 2013 : Tour Paris 13 appartement n° 973 7e étage, Paris, France
- 2015 : Völklinger Hütte UrbanArt Biennale (biennale d'art urbain dans une usine désaffectée), Allemagne